# Forsbacka IK
Forsbacka IK, bildad 1918, är en idrottsklubb i Forsbacka i Sverige, som bedriver bandy, fotboll, handboll och innebandy. Klubben, som populärt kallats Gula faran, har bland spelat 16 säsonger i Sveriges högsta division i bandy för herrar, då kallad Division I under perioden 1940-1968.
Efter debuten i Division I 1940 kom man att förbli ett notoriskt så kallat jojolag de följande 30 åren.. Sex gånger gick man upp till Division 1, och lika många gånger föll man ur tills man 1968 senast lämnade Sveriges högsta division. 
Herrlaget i bandy har spelat 16 säsonger i Sveriges högsta division., De spelade säsongen 2005/2006 i Division 2 norra och spelar säsongen 2009/2010 i Division 1 norra.
Fotbollslaget har spelat nio säsonger i Sveriges tredje högsta division.
Innebandysektionen startades 1991.

## Fotboll

### Säsonger
| Seriespel | Seriespel | Seriespel  | Seriespel      | Seriespel    | Seriespel   | Seriespel |
| Säsong    | Nivå      | Division   | Avdelning      | Placering    | Förändring  | Källa     |
| --------- | --------- | ---------- | -------------- | ------------ | ----------- | --------- |
| 2011      | 8         | Division 6 | Gästrikland    |              |             |           |
| 2012      | 8         | Division 6 | Gästrikland    |              |             |           |
| 2013      | 7         | Division 5 | Gästrikland    |              |             |           |
| 2014      |           |            |                |              |             |           |
| 2015      | 8         | Division 6 | Gästrikland    |              |             |           |
| 2016      | 8         | Division 6 | Gästrikland    |              |             |           |
| 2017      | 7         | Division 5 | Gästrikland    |              |             |           |
| 2018      | 6         | Division 4 | Gästrikland    | 7:a (av 12)  |             |           |
| 2019      | 6         | Division 4 | Gästrikland    | 5:a (av 12)  |             |           |
| 2020      | 6         | Division 4 | Gästrikland    | 1:a (av 12)  | Uppflyttade |           |
| 2021      | 5         | Division 3 | Södra Norrland | 2:a (av 11)  | Kval        |           |
| 2022      | 4         | Division 2 | Norra Svealand | 12:a (av 14) | Kval        |           |
| 2023      | 5         | Division 3 | Södra Norrland | 2:a (av 12)  | Kval        |           |
| 2024      | 5         | Division 3 | Södra Norrland | 3:a (av 12)  |             |           |
| 2025      | 5         | Division 3 | Södra Norrland |              |             |           |